# Robert Ravendale
Robert Ravendale (morreu em 19 de abril de 1404) foi um Cónego de Windsor de 1399 a 1404.

## Carreira
Ele foi nomeado:
- Reitor de Thenford, Northamptonshire
- Reitor de Littlebury, Essex
- Reitor de St Martin, Ludgate
- Reitor de Byfield, Northamptonshire

Ele foi nomeado para o quarta banco do coro na Capela de São Jorge, Castelo de Windsor, em 1399, e manteve-se no banco até 1404.